# Eastcote (metrostation)
Eastcote is een station van de metro van Londen aan de Piccadilly Line en de Metropolitan Line.

## Geschiedenis

### Harrow & Uxbridge
In 1897 werd de Harrow & Uxbridge Railway opgericht om Uxbridge per spoor te verbinden met de Metropolitan Railway (MR), de latere Metropolitan Line, en daarmee met de binnenstad. Begin 20e eeuw waren de woonwijken langs de lijn er nog niet zodat alleen bij het dorp Ruislip een tussenstation kwam. Op 4 juli 1904 werden de lijn tussen Roxborough Road aansluiting en Uxbridge, en de twee stations geopend met stoomdiensten. In 1905 werd de spoorlijn geëlektrificeerd en kwamen er elektrische metrostellen. In 1906 werd de lijn overgenomen door de MR die toch al de elektrische diensten verzorgde, waarmee het de Uxbridgetak van de MR werd. MR nam aan dat de bouw van een station de woningbouw eromheen zou aanjagen en daardoor nieuwe klanten zou genereren. Daarom werd op 26 mei 1906 Eastcote Halt geopend met houten perrons in een vrijwel onbebouwd gebied bij de theetuinen van het Old Barn House.
De uitspanningen bij het station zoals de theetuin en The Rosery and Orchard Farm werden populaire bestemmingen voor dagjesmensen. In 1914 werd het Cavendish Pavillion, een sportpark, vlak ten zuiden van het station geopend dat in de eerste helft van de twintigste eeuw eveneens een trekpleister voor dagjesmensen was. Op 1 maart 1910 werd de District Railway (DR), de latere District Line, vanuit South Harrow doorgetrokken naar Rayners Lane waarna zowel de MR als de DR Eastcote aandeden.

### Metroland
Voor het gebied ten noordwesten van Londen had de reclame-afdeling van MR in 1915 de naam Metroland bedacht voor potentiële woonwijken rond haar lijnen om bewoners van de binnenstad te verleiden tot een verhuizing naar de gebieden ten noordwesten van de stad. Na de Eerste Wereldoorlog kwam de bouw van grootschalige tuinsteden rond Londen echt opgang zo ook rond Eastcote. In 1929 begon de verlenging van de Piccadilly Line aan de oostkant van de stad en aan de westkant werd de District tak naar Uxbridge vernieuwd omdat deze als westelijke deel van de Piccadilly Line zou gaan fungeren. In het kader van deze vernieuwing werd bij Eastcote een nieuw stationsgebouw gepland passend bij de reizigersstroom uit de nieuwe woonwijken. In juli 1933 werd het openbaar vervoer in Londen genationaliseerd in de London Passengers Transport Board (LPTB), zodat alle metrobedrijven in één hand kwamen. Op 23 oktober 1933 werd de dienstregeling van de District Line overgenomen door de Piccadilly Line.

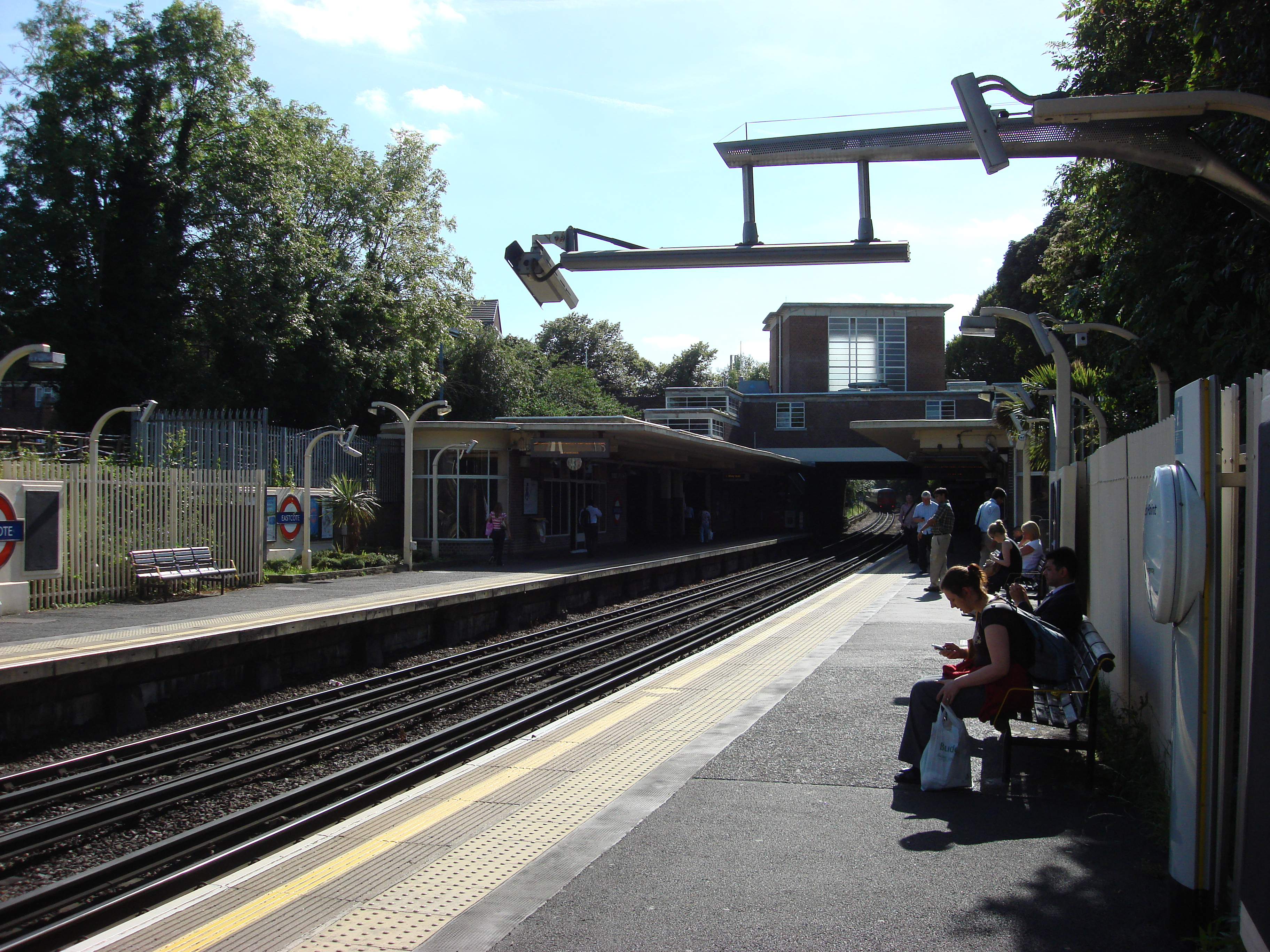
Het station gezien uit het oosten
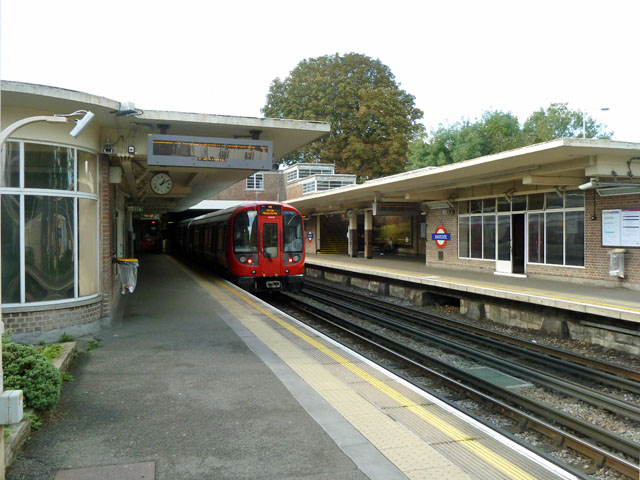
Een S-stock metrostel (Metropolitan Line) vertrekt richting Uxbridge
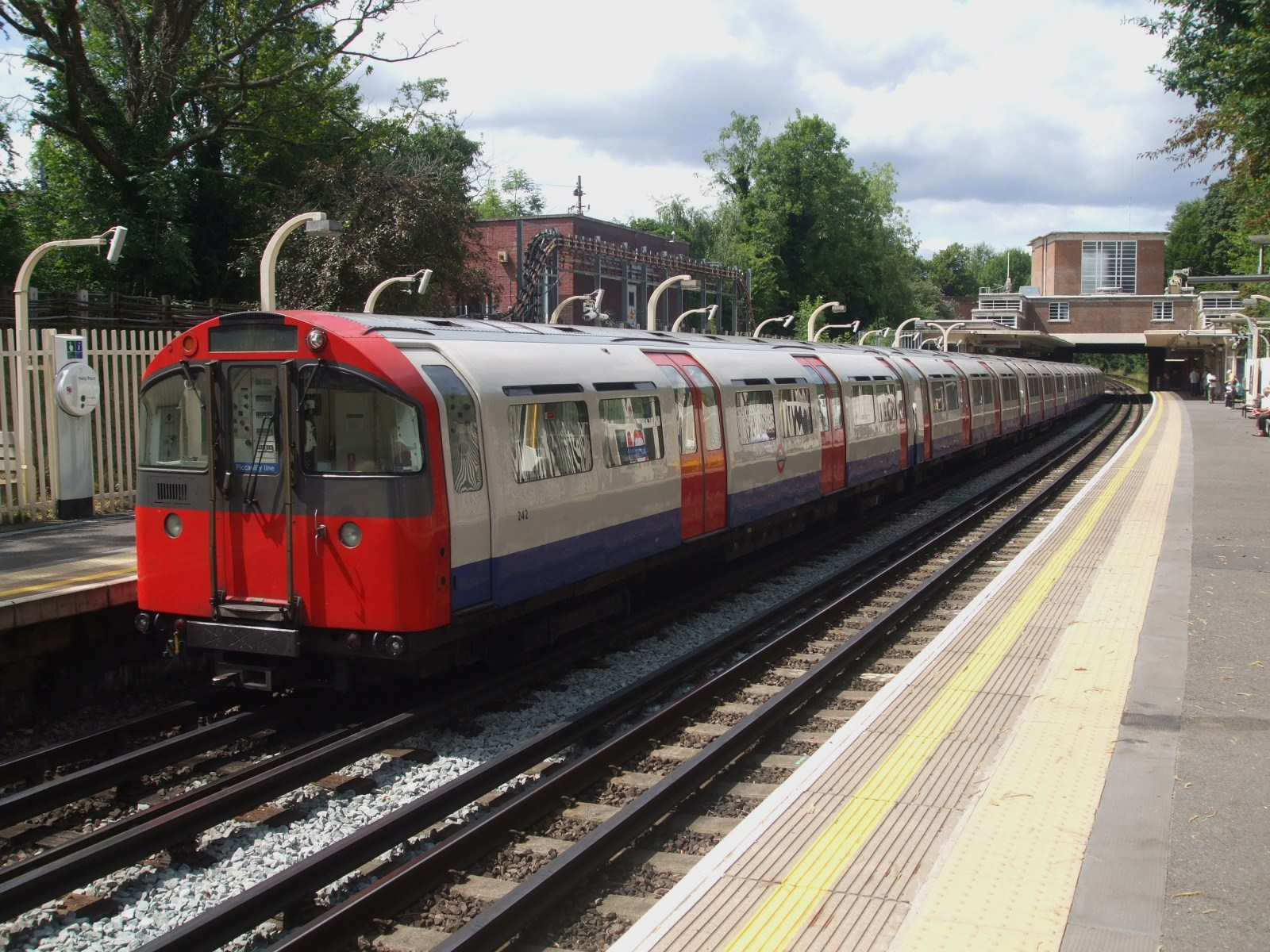
Een TS1973 metrostel (Piccadilly Line) eveneens op weg naar Uxbridge

## Ligging en inrichting
Het stationsgebouw aan de Field End Road werd tussen 1937 en 1939 gebouwd als vervanger van de halte uit 1906. Charles Holden ontwierp voor Eastcote een verkleinde versie van Rayners Lane dat tussen 1935 en 1938 werd gebouwd. Het gebouw staat licht gedraaid ten opzichte van de sporen en de winkels liggen hier naast de zijgevels en niet parallel aan de straat. De toegangen tot de kubusvormige stationshal liggen onder in de voorgevel aan de straatkant tussen de winkels. Net als vele andere stations van de verlengingen in het interbellum van de Piccadilly Line is het gebouw opgetrokken uit baksteen en afgedekt met een dak van gewapend beton. De perrons met perronkappen en wachtkamers zijn gebouwd in de stijl van het New Works Programme dat LPTB ontvouwde om verbeteringen aan het metronet door te voeren. Tussen de stationshal en de vaste trappen naar de perrons ligt een overdekte gang langs de achtergevel boven de sporen. Op 17 mei 1994 werd het stationsgebouw samen met de perrons op de monumentenlijst gezet.

## Reizigersdienst

### Metropolitan Line
De Metropolitan Line is de enige lijn met sneldiensten die op de Uxbridgetak alleen rijden in de ochtendspits (06:30 tot 09:30) van maandag tot vrijdag. Deze semi-snelle metro's stoppen niet bij Northwick Park, Preston Road en Wembley Park.
De normale dienst tijdens daluren omvat:
- 8 ritten per uur naar Aldgate (alle stations)
- 8 ritten per uur naar Uxbridge

De dienst tijdens de ochtendspits omvat:
- 2 ritten per uur naar Aldgate (semi-snel)
- 4 ritten per uur naar Aldgate (alle stations)
- 4 ritten per uur naar Baker Street (alle stations)
- 10 ritten per uur naar Uxbridge

De dienst tijdens de avondspits omvat:
- 7 ritten per uur naar Aldgate (alle stations)
- 3 ritten per uur naar Baker Street (alle stations)
- 10 ritten per uur naar Uxbridge

### Piccadilly Line
Tussen Rayners Lane en Uxbridge rijden voor ongeveer 06.30 uur (maandag t/m vrijdag) en 08.45 uur (zaterdag en zondag) geen metro's op de Piccadilly Line, behalve één vertrek in de vroege ochtend vanuit Uxbridge om 05.18 uur (maandag t/m zaterdag) en 06.46 uur (zondag).
De normale dienst tijdens de daluren omvat:
- 3 ritten per uur naar Cockfosters
- 3 ritten per uur naar Uxbridge

Tijdens de spits geldt:
- 6 ritten per uur naar Cockfosters
- 6 ritten per uur naar Uxbridge